# Filip 5. af Spanien
Filip 5. af Spanien eller Philippe af Anjou (1683–1746) var konge af Spanien fra 1700 til 1746 med en kort afbrydelse fra januar til september 1724. Han var den første spanske konge af Slægten Bourbon. Hans sammenlagte regeringstid på 45 år er den længste i det spanske monarkis historie.

## Biografi

### Tidlige liv

#### Fødsel og familie
Filip blev født den 19. december 1683 på Château de Versailles, det franske monarkis hovedresidens vest for Paris. Han var den anden søn af den franske tronfølger Ludvig af Frankrig (senere kaldet Den Store Dauphin), og af Maria Anna Victoria af Bayern. Gennem sin far var han dermed sønnesøn af den franske konge Ludvig 14. og hans dronning Maria Theresia af Spanien. Selv om han var et barnebarn af Ludvig 14., blev han regnet som fils de France ("søn af Frankrig") i stedet for petit-fils de France ("sønnesøn af Frankrig"), da han var søn af tronfølgeren. Filip havde en ældre bror, Ludvig, hertug af Burgund (senere kaldet Den Lille Dauphin og far til den senere Ludvig 15. af Frankrig), og en yngre bror, Karl, hertug af Berry. Ved sin fødsel var Filip således nummer tre i tronfølgen til den franske trone efter sin far og storebror, dog uden egentlig udsigt til at arve tronen. Ved fødslen fik han titlen Hertug af Anjou, en traditionel titel for yngre sønner i den franske kongefamilie.

#### Opvækst
Filip voksede med sine brødre ved deres bedstefar Kong Ludvig 14.'s hof. Han blev indledningsvis opdraget under opsyn af den kongelige guvernante Louise de Prie og blev derefter undervist sammen med sine brødre af François Fénelon, ærkebiskop af Cambrai. De tre brødre blev også uddannet af den franske embedsmand Paul de Beauvilliers.

### Konge af Spanien

#### Baggrund
I slutningen af 1690'erne blev det stadig mere tydeligt, at det spanske monarki stod overfor en akut tronfølgekrise: Kong Karl 2. af Spanien, med tilnavnet el Hechizado ("den forheksede"), var sygelig og deformeret og led af et meget skrøbeligt helbred. Den allerede som barn sygelige Karl 2. havde været gift to gange, men havde ingen arvinger fået. Det blev dermed klart, at den regerende spanske kongeslægt, den spanske linje af Huset Habsburg, var på vej til at uddø. Allerede før hans død forsøgte de europæiske stormagter at blive enige om at dele hans kongerige, ude af stand til at være tilfredse med, at det vidstrakte spanske monarki blev bevaret i sin helhed. Den altid ambitiøse Kong Ludvig 14. ønskede også at udvide sin slægts magt til Spanien, og hans søn den store Dauphin havde det stærkeste genealogiske krav på den spanske trone, da hans mor var kong Karl 2.'s ældste søster. Men da både den store Dauphin og hans ældste søn, Ludvig, hertug af Bourgogne, var arvinger til den franske trone, endte Karl 2. dermed med at pege på Filip af Anjou som sin efterfølger.

#### Tronbestigelse og Den spanske arvefølgekrig
Flere andre lande havde slægtsforbindelser til det spanske kongehus, og udnævnelsen af Filip til tronfølger vakte stor modstand hos den østrigske linje af Huset Habsburg og i det øvrige Europa, der ikke ønskede at styrke den franske dominans yderligere i Europa gennem Filips magtovertagelse i Spanien. Da Filip efterfulgte Karl 2. i år 1700 under navnet Filip 5., førte det til den Spanske Arvefølgekrig, som varede fra 1701 til 1713. I denne krig stod de bourbonske stater Frankrig og Spanien med nogle få allierede (herunder Wittelsbach-staterne Kurfyrstendømmet Bayern og Kurfyrstendømmet Köln) over for en magtfuld koalition, hvis centre var Østrig, Storbritannien og Nederlandene. Frankrig og Spanien tabte krigen, men Filip blev på tronen mod en aftale om, at Spanien og Frankrig aldrig måtte komme under samme konge. Spanien mistede også herredømmet over de Baleariske Øer og Gibraltar.

#### Regeringstid
Som konge gennemførte Filip 5. mange vigtige reformer i Spanien, først og fremmest ved at centralisere magten og afskaffe regionale privilegier ved Nueva Planta-dekretene fra 1707 til 1716, og ved at omstrukturere administrationen i Det Spanske Imperium på Den Iberiske Halvø og i dets oversøiske besiddelser.
Den 14. januar 1724 abdicerede Filip for en kort tid til fordel for sin ældste søn, den 17-årige Ludvig, men overtog tronen igen den 6. september samme år, efter denne døde af kopper allerede den 31. august.
Filip hjalp også familien i Frankrig i Den Polske- og den Østrigske Arvefølgekrig